# Łochów (Boguszyn)
Łochów (do 1945 niem. Lochow) – nazwa niestandaryzowana, osada wsi Boguszyn w województwie dolnośląskim, powiecie kłodzkim, w gminie Kłodzko.
Nazwa nie występuje w oficjalnym spisie miejscowości w Polsce, osada jest częścią wsi Boguszyn.

## Położenie
Łochów położony jest na północny wschód od Kłodzka w pobliżu Przełęczy Bardzkiej, przez którą prowadzi droga krajowa nr 8, z Wrocławia przez Bardo do Kłodzka. Osada składa się z kilku zagród luźno rozrzuconych na rozległym spłaszczeniu szczytowym wzniesienia Dębowej Góry. Kolonia jest osadą rolniczą, nie posiadającą żadnej infrastruktury handlowo-usługowej. W przeszłości stanowiła samodzielną jednostkę, potem była kolonią wsi Boguszyn; obecnie osada składa się tylko z kilku domów i została całkowicie wchłonięta przez Boguszyn, a jej nazwa wyszła już prawie z użycia.

## Historia
Tereny Łochowa zasiedlone były dużo wcześniej, ponieważ przebiegał tędy ważny trakt handlowy stanowiący jedną z odnóg szlaku bursztynowego. Później była to droga handlowa łącząca Śląsk z Czechami. Dla ochrony tego szlaku, od strony czeskiej w miejscu obecnego przysiółka pod koniec X wieku powstała osada. W 1010 roku Czesi wznieśli niewielki gródek strzegący przejścia, wzmiankowany w 1068 roku. Nosił on nazwą „Burgstadel”; w XIV wieku uległ zniszczeniu. Znikome ślady zameczku i osady, w postaci grodziska, zachowały się na terenie wsi.
Łochów powstał pod koniec XVIII wieku prawdopodobnie w ramach kolonizacji fryderycjańskiej. Zalążkiem obecnej osady był folwark zbudowany w dolnej części obecnej wsi Boguszyn, która wcześniej była odrębną, starą wsią, zwaną Skiba. W pierwszej połowie XIX wieku Łochów wchodził w skład posiadłości landgrafini Charlotty von Fürstenberg. Osada składała się z 24 domów i browaru z gospodą cieszącą się znacznym powodzeniem wśród podróżnych przejeżdżających przez Przełęcz Bardzką. Zatrzymywano się tutaj na odpoczynek, a także dla podziwiania widoków. W połowie XIX wieku po przebudowie drogi z Barda do Kłodzka i zmianie jej przebiegu, miejscowość znalazła się na uboczu i utraciła znaczenie. Podróżni odwiedzali ją tylko ze względu na krajobraz i historyczną przeszłość terenu, związaną z dawną granicą śląsko-czeską.

## Zabytki
Na północny wschód od Łochowa przy drodze nr 8 na Przełęczy Bardzkiej stoi kolumna maryjna wyznaczająca punkt graniczny starej granicy. Kolumnę ufundował kłodzki rajca Ignatz llgner, prawdopodobnie jako wotum w podzięce za niespodziewane wycofanie się wojsk pruskich, które 9 stycznia 1741 roku usiłowały przez granicę na przełęczy wkroczyć do hrabstwa kłodzkiego.